# Raúl Rodríguez Serrano
Raúl Rodríguez Serrano (Madrid, 29 de novembre de 1973) és un exfutbolista madrileny, que ocupava la posició de porter.

## Trajectòria
Destaca al planter del Reial Madrid, amb qui arriba a jugar tres anys a Segona Divisió amb el conjunt B, sense, però, arribar a debutar amb el primer equip. L'estiu de 1997 marxa al CD Leganés, on és suplent, condició que mantindria posteriorment amb el CD Numancia. Amb l'equip sorià debuta en primera divisió, tot jugant només tres partits de la temporada 00/01.
Més tard jugaria en Segona Divisió a les files del Real Jaén, on seria titular (30 partits de la temporada 01/02), tot i que els andalusos baixarien a Segona B.